# Marco Antonio Fabián Vázquez
Marco Antonio Fabián Vázquez (* 26. Dezember 1964 in Guadalajara, Jalisco) ist ein ehemaliger mexikanischer Fußballspieler, der im Mittelfeld agierte und anschließend als Trainer tätig war. Von Januar 2007 bis Juni 2013 gehörte er zum Trainerstab von Chivas Guadalajara. Er ist der Vater des Fußballspielers Marco Jhonfai Fabián de la Mora, der von 2016 bis 2019 bei Eintracht Frankfurt unter Vertrag stand.

## Leben

### Spieler
Marco Antonio Fabián begann seine Profikarriere in der zweiten mexikanischen Fußballliga in Diensten der Reboceros de La Piedad und wechselte vermutlich 1989 zum ebenfalls in der zweiten Liga spielenden Club León, dem am Ende der Saison 1989/90 die Rückkehr in die Primera División gelang. Dort spielte Fabián zwei Jahre für León und gewann mit den Esmeraldas die Meisterschaft der Saison 1991/92. In der darauffolgenden Saison 1992/93 spielte Fabián für den Puebla FC und anschließend bis zu deren Abstieg in die neu geschaffene zweite Liga am Saisonende 1994/95 für die Correcaminos de la UAT. Anschließend stand Fabián bei den Zweitligisten Chivas Tijuana, Tampico-Madero FC, erneut CF La Piedad, CD Tapatío und zuletzt den Bachilleres Guadalajara unter Vertrag, in deren Diensten er seine aktive Laufbahn ausklingen ließ.

### Trainer
Von Januar 2007 bis Juni 2013 stand Fabián als Trainer in verschiedenen Funktionen bei seinem Heimatverein Chivas Guadalajara unter Vertrag, für den er jahrelang als Assistenztrainer tätig war und in der wechselvollen Apertura 2009 mit vier Trainerwechseln kurzzeitig als Cheftrainer zum Einsatz kam. Später arbeitete Fabián als Cheftrainer der in der drittklassigen Segunda División spielenden Chivas-Reservemannschaft und aktuell als Cheftrainer der U-17-Nachwuchsmannschaft des Vereins.

## Erfolge
- Mexikanischer Meister: 1991/92